# 巴黎学派
巴黎学派是法国的一个汉学学派，是西方和欧洲第一个汉学学派，以沙畹及其弟子伯希和、马伯乐为代表。傅斯年认为“中国学在西洋之演进，到沙畹君始成一种系统的专门学问。”1814年，法兰西学院设立“汉语和鞑靼—满族语言文学讲座”（通称“汉学讲座”），开创了欧洲专业汉学的先河。首任教授阿贝尔·雷慕沙。
此后，西方汉学分为巴黎与瑞典两派，而后一派的创始人高本汉仍是师承沙畹，他在乌普萨拉大学的博士论文是以法语写成的。在苏俄、美国汉学界位居显要的阿列克和叶理绥也是巴黎学派的弟子门生，20世纪俄罗斯汉学的奠基者阿列克谢耶夫就曾师从沙畹。
巴黎曾是国际汉学的首都，20世纪后半叶才迁往美国。1919年1月，法国总统在商业地理协会印度支那部演说时曾说：“研究中国者，正所以为法国之学术。”1928年，翁独健在燕京大学课堂上听到陈垣感慨地说：“今天汉学的中心在巴黎，日本人想把它抢到东京，我们要把它夺回到北京。”沙畹的四大弟子包括伯希和、马伯乐、葛兰言、戴密微。巴黎学派的主要奖项是儒莲奖。